# William Henry Witte
William Henry Witte (* 4. Oktober 1817 in Columbia, Morris County, New Jersey; † 24. November 1876 in Philadelphia, Pennsylvania) war ein US-amerikanischer Politiker. Zwischen 1853 und 1855 vertrat er den Bundesstaat Pennsylvania im US-Repräsentantenhaus.

## Werdegang
Noch in seiner Jugend kam William Witte nach Springtown in Pennsylvania, wo er die öffentlichen Schulen besuchte. Seit 1840 lebte er in Philadelphia und arbeitete dort im Handel sowie in der Immobilienbranche. Politisch war er Mitglied der Demokratischen Partei.
Bei den Kongresswahlen des Jahres 1852 wurde Witte im vierten Wahlbezirk von Pennsylvania in das US-Repräsentantenhaus in Washington, D.C. gewählt, wo er am 4. März 1853 die Nachfolge von John Robbins antrat. Bis zum 3. März 1855 konnte er eine Legislaturperiode im Kongress absolvieren. Diese war von den Ereignissen im Vorfeld des Bürgerkrieges geprägt.
Nach dem Ende seiner Zeit im US-Repräsentantenhaus betätigte sich William Witte wieder in der Immobilienbranche. Außerdem engagierte er sich im Zeitungsgeschäft. Er starb am 24. November 1876 in Philadelphia.